# Mel Lewis
Mel Lewis, nome d'arte di Melvin Sokoloff (Buffalo, 10 maggio 1929 – New York, 2 febbraio 1990), è stato un batterista jazz statunitense di origine russa.
Lewis comincia a muovere i primi passi sulla batteria all'età di tre anni, e a 15 inizia la sua carriera professionale (dopo avere iniziato ad esibirsi già all'età di 13 anni). Lavorerà intensamente con varie big band (e anche con l'orchestra di Stan Kenton). Nel 1957 si trasferisce a Los Angeles dove approfondisce la tecnica batteristica e ha l'opportunità di collaborare con le big band di Gerald Wilson e Terry Gibbs. Si sposta nuovamente nel 1960, questa volta a New York, dove inizia a suonare con Gerry Mulligan e l'anno dopo parte per suonare in due tournée in Europa, prima con Dizzy Gillespie e poi con Benny Goodman. Nel 1965 fonda insieme a Thad Jones la Thad Jones/Mel Lewis Orchestra, con la quale si esibirà regolarmente fino al 1978.